# Vidámpark (zenekar)
A Vidámpark egy alternatív rockzenét játszó magyar zenekar.

## Története

### 1990-es évek
A zenekart 1991-ben alapította Őz Zsolt énekes, aki az Ugatha Christie-ből igazolt át.
Első kazettájuk 1992 márciusában jelent meg Karnevál címmel. Az ezt követő időszak a zenei útkeresés, a szórványos tagcserék jegyében telik. Őz az együttes akkori irányvonalától némiképp eltérő hangvételű dalait saját néven, szólókazettaként jelenteti meg 1993-ban Macskajáték címen. 1994 őszére végre kialakult egy újabb felállás, s elkezdődhettek az új – Cracowia Express – dalok felvételei. A lemezen a három alapító tag (Szalay Péter – gitár, Őz Zsolt – ének, Balahoczky István – basszus) mellett Farkas Zoltán (szintén ex-Ugatha Christie) dobolt.

### 2000-es évek
A Vidámpark 2000-ben alakult újjá, Őz Zsolt énekes és Papócsi László billentyűs „vezérletével”. A végleges felállás 2003 áprilisára datálható. 2 Citrom címen jelent meg bemutatkozó lemezük. A zene a Vidámparkot kedvelők számára alapvetően ismerős, de hangzása és hangulata miatt sok régi és új rajongónak jelenthet meglepetést. Az újak mellett régi Vidámpark számok is megszólalnak a koncerteken.

### 2010-es évek
2011-ben a Vidámpark zenekar időközben kialakult „hard” formációja működött és adott 1-2 havi rendszerességgel koncerteket. E felállás jellegzetessége volt, hogy a korábban megszokott, cizelláltabb, dallamcentrikus hangzással ellentétben a dalok keményebben szólalnak meg, és a koncertek repertoárja elsősorban a „húzósabb”, rock and rollos, jazz rockos, ritmuscentrikus számokból állt össze. Tagok: Őz Zsolt – ének, Rósz György – gitár, Katona Zsolt – dob, Bertók Tibor – basszusgitár.
Őz Zsolt 2013. október 1-jén éjszaka 44 éves korában elhunyt.

## Kiadványaik

### Nagylemezek
- Karnevál (1992)
- 10 új sláger (1992)
- Cracowia Express (1996)
- Best of (2000)
- 2 citrom (2007)

### Egyéb kapcsolódó lemezek
- Őz: Macskajáték (1993)
- kis Vidámpark: Bambi (1997)

### Könyvek
- Őz Zsolt: Rakenroll; Jonathan Miller, Bp., 2004 (R'N'R könyvek)